# أرغينسولا
بلدية أرجينسولا (بالكاتالانية: Argençola) هي إحدى بلديات مقاطعة برشلونة، والتي تقع في منطقة كاتالونيا، شرق إسبانيا.
يبلغ عدد سكانها 229 نسمة وفقاً لإحصائية سنة (2007).